# Yorkshire South West (circonscription du Parlement européen)
Yorkshire South West était une circonscription du Parlement européen couvrant les parties sud du Yorkshire de l'Ouest en Angleterre, et parfois une partie du Yorkshire du Sud.
Avant l’adoption uniforme de la représentation proportionnelle en 1999, le Royaume-Uni utilisait le système uninominal à un tour pour les élections européennes en Angleterre, en Écosse et au pays de Galles. Les conscriptions du Parlement européen utilisées dans ce système étaient plus petites que les circonscriptions régionales les plus récentes et ne comptaient chacune qu'un seul membre au Parlement européen.
La région a ensuite été incluse dans la circonscription du Parlement européen du Yorkshire et Humber, qui était représentée par sept membres en 1999-2004 et six à partir de 2004.

## Limites
1979–1984: Colne Valley; Dewsbury; Hemsworth; Huddersfield East; Huddersfield West; Normanton; Pontefract and Castleford; Wakefield.
1984–1994: Barnsley West and Penistone; Colne Valley; Dewsbury; Hemsworth; Huddersfield; Normanton; Pontefract and Castleford; Wakefield.
1994–1999: Batley and Spen; Colne Valley; Dewsbury; Hemsworth; Huddersfield; Normanton; Pontefract and Castleford; Wakefield.

## Membre du Parlement européen
| Élection                    | Élection | Portrait | Membre        | Parti        |
| --------------------------- | -------- | -------- | ------------- | ------------ |
|                             | 1979     |          | Thomas Megahy | Travailliste |
| 1999 circonscription abolie |          |          |               |              |

## Résultats des élections
Les candidats élus sont indiqués en gras.
| Parti         | Parti                                  | Candidat       | Voix    | %    | ± |
| ------------- | -------------------------------------- | -------------- | ------- | ---- | - |
|               | Travailliste                           | Thomas Megahy  | 75,473  | 51,9 | ' |
|               | Conservateur                           | J. F. Chambers | 52,157  | 35,8 |   |
|               | Liberal                                | P. Waudby      | 17,850  | 12,3 |   |
| Majorité      | Majorité                               | Majorité       | 23,316  | 16,1 |   |
| Participation | Participation                          | Participation  | 145,480 | 29,0 |   |
|               | Travailliste vainqueur (nouveau siège) |                |         |      |   |

| Parti         | Parti                | Candidat             | Voix    | %    | ±     |
| ------------- | -------------------- | -------------------- | ------- | ---- | ----- |
|               | Travailliste         | Thomas Megahy        | 88,464  | 55,4 | +3.5  |
|               | Conservateur         | A. J. A. Lodge       | 44,291  | 27,7 | -8.1  |
|               | Liberal              | J. F. Crossley       | 29,964  | 16,9 | +4.6  |
| Majorité      | Majorité             | Majorité             | 44,173  | 27,7 | +11.6 |
| Participation | Participation        | Participation        | 162,719 | 30,8 | +1.8  |
|               | Travailliste retenir | Travailliste retenir | Swing   |      |       |

| Parti         | Parti                | Candidat             | Voix    | %    | ±     |
| ------------- | -------------------- | -------------------- | ------- | ---- | ----- |
|               | Travailliste         | Thomas Megahy        | 108,444 | 58,0 | +2.6  |
|               | Conservateur         | G. T. A. W. Horton   | 42,543  | 22,8 | -4.9  |
|               | Green                | S. Leyland           | 25,677  | 13,7 | New   |
|               | SLD                  | David Ridgway        | 10,352  | 5,5  | -11.4 |
| Majorité      | Majorité             | Majorité             | 65,901  | 35,2 | +7.5  |
| Participation | Participation        | Participation        | 187,016 | 35,7 | +4.9  |
|               | Travailliste retenir | Travailliste retenir | Swing   |      |       |

| Parti         | Parti                | Candidat               | Voix   | %    | ±    |
| ------------- | -------------------- | ---------------------- | ------ | ---- | ---- |
|               | Travailliste         | Thomas Megahy          | 94,025 | 59,2 | +1.2 |
|               | Conservateur         | C. M. J. M. A. Adamson | 34,463 | 21,7 | -1.1 |
|               | Libéral Démocrate    | David Ridgway          | 21,595 | 13,6 | +8.1 |
|               | Green                | Andy Cooper            | 7,163  | 4,5  | -9.2 |
|               | Natural Law          | G. S. Mead             | 1,674  | 1,0  | New  |
| Majorité      | Majorité             | Majorité               | 59,562 | 37,5 | +2.5 |
| Participation | Participation        | Participation          | 64,895 | 29,0 | -6.7 |
|               | Travailliste retenir | Travailliste retenir   | Swing  |      |      |